# Yvonne Nelson
Yvonne Nelson (sinh ngày 12 tháng 11 năm 1985)  là một nữ diễn viên, người mẫu, nhà sản xuất phim và doanh nhân người Ghana. Cô đã tham gia một số bộ phim, bao gồm House of Gold (2013), Any Other Monday, In April, và Swings.

## Tuổi thơ
Yvonne Nelson sinh ra ở Accra và là người gốc Fante. Cô bắt đầu giáo dục của mình tại trường St. Martin De Porres ở Accra  và sau đó đến trường trung học Aggrey Memorial. Cô có bằng giáo dục đại học tại Đại học Zenith và Đại học Trung tâm, nơi cô đã làm một khóa học về quản lý nguồn nhân lực.

## Sự nghiệp
Nelson, một cựu thí sinh Hoa hậu Ghana, tham gia vào lĩnh vực điện ảnh với các vai diễn màn ảnh lớn trong Princess Tyra và Playboy . Cô đào sâu vào sản xuất phim vào năm 2011. Sản phẩm đầu tiên của cô là bộ phim The Price, được phát hành năm đó. Cô cũng từng sản xuất Single and Married năm 2012 và House of Gold vào năm 2013. Sau đó, cô đã giành giải Phim hay nhất tại Giải thưởng điện ảnh Ghana và Phim Ghanaian hay nhất tại Giải thưởng Giải trí Nhân dân Thành phố 2013.

## Cuộc sống cá nhân
Vào ngày 29 tháng 10 năm 2017, Nelson đã hạ sinh cô con gái Ryn Roberts.

## Từ thiện
Nelson đã thành lập Quỹ Yaonne Nelson Glaucoma vào năm 2010  để giúp tạo ra nhận thức về căn bệnh này. Với sự hỗ trợ từ những người nổi tiếng Ghana khác, cô đã thu âm một đĩa đơn từ thiện toàn sao và quay một video để giúp giáo dục mọi người. Cô cũng quay một video để giúp giáo dục mọi người về bệnh tăng nhãn áp. Là kết quả của các hoạt động từ thiện của cô đặc biệt là bệnh tăng nhãn áp, cô được Tạp chí GoWoman và Printex vinh danh vì sự nghiệp và nền tảng điện ảnh của mình.

## Chiến dịch
Gần đây,   Nelson đã tự mình làm điều đó, cùng với những người nổi tiếng khác, để thêm tiếng nói cho quần chúng trong các cuộc biểu tình chống lại cuộc khủng hoảng năng lượng ở đất nước cô. Cô ấy đã lãnh đạo một buổi cầu nguyện hòa bình có tên là DumsorMustStop vào ngày 16 tháng 5 năm 2015. Hashtag #dumsormuststop hiện đang được sử dụng trên phương tiện truyền thông xã hội để khuếch đại mối quan tâm của người Ghana liên quan đến cuộc khủng hoảng năng lượng. Yvonne, được biết đến gần đây rất nhiều về các vấn đề chính trị ở nước này than thở về sự thiếu phát triển ở Ghana kể từ khi đất nước giành được độc lập vào năm 1957. Nữ diễn viên Yvonne Nelson đã tweet rằng cô đang mong chờ ngày Ghana sẽ từ chối bỏ phiếu trong các cuộc bầu cử tổng thống để gửi một thông điệp tới các chính trị gia.

## Đóng phim
Nelson đã góp mặt trong hơn 100 bộ phim, bao gồm: 
- 4Play Reloaded
- Any Other Monday[17]
- The Black Taliban
- Blood is Thick
- Classic Love
- Crime Suspect
- Crime to Christ
- Deadly Passion
- Deadly Plot
- Desperate to Live
- Diary of a Player
- Doctor May
- Fantasia
- Festival of Love
- Folly
- Forbidden Fruit
- The Game
- Girls Connection
- Gold Diggin
- Golden Adventure
- Heart of Men
- House of Gold (2013)[9]
- If Tomorrow Never Comes
- In April[18]
- Keep My Love
- Local Sense
- Losing You
- Love and Crises
- Love War
- Material Girl
- The Mistresses
- My Cash Adventure
- My Loving Heart
- Obsession
- One Night In Vegas
- Passion of the Soul
- Plan B
- The Playboy
- Pool Party
- The Price
- The Prince's Bride
- Princess Tyra
- The Queen's Pride
- The Return of Beyonce
- Refugees
- Save The Last Kiss
- Save My Love
- Single and Married (2012)
- Single, Married and Complicated
- Strength of a Man
- Swings[19]
- Tears of Womanhood
- Threesome
- To Love and Cherish
- Trapped in the Game
- Who Am I
- Yvonne's Tears
- Sin City [20]

## Phần thưởng và đề cử
| Năm  | Biến cố                                          | Giải thưởng | Người nhận | Kết quả |
| ---- | ------------------------------------------------ | --- | --- | ------- |
| 2008 | Giải thưởng Học viện Điện ảnh Châu Phi lần thứ 4 | Nữ diễn viên sắp ra mắt hay nhất                                                                                          | style="background: #FDD; color: black; vertical-align: middle; text-align: center; " class="no table-no2"\|Đề cử                                           |         |
| 2009 | Giải thưởng Joy Nite Fm                          | Nữ diễn viên chính xuất sắc nhất                                                                                          | Đoạt giải |         |
| 2010 | Giải thưởng điện ảnh Ghana 2010                  | Nữ diễn viên xuất sắc nhất - Vai phụ                                                                                      | style="background: #FDD; color: black; vertical-align: middle; text-align: center; " class="no table-no2"\|Đề cử                                           |         |
| 2010 | Giải thưởng điện ảnh Ghana 2010                  | Nữ diễn viên được yêu thích                                                                                               | style="background: #99FF99; color: black; vertical-align: middle; text-align: center; " class="yes table-yes2"\|Đoạt giải                                  |         |
| 2010 | Giải thưởng Học viện Điện ảnh Châu Phi lần thứ 6 | Nữ phụ xuất sắc nhất | style="background: #FDD; color: black; vertical-align: middle; text-align: center; " class="no table-no2"\|Đề cử                                           |         |
| 2011 | Giải thưởng điện ảnh Ghana 2011                  | Nữ diễn viên xuất sắc nhất - Vai phụ                                                                                      | style="background: #FDD; color: black; vertical-align: middle; text-align: center; " class="no table-no2"\|Đề cử                                           |         |
| 2011 | Giải thưởng nhân dân thành phố                   | Nữ diễn viên Ghana xuất sắc nhất                                                                                          | Đoạt giải |         |
| 2012 | Giải thưởng điện ảnh Ghana 2012                  | Nữ diễn viên tốt nhất | Độc thân & kết hôn \|style="background: #FDD; color: black; vertical-align: middle; text-align: center; " class="no table-no2"\|Đề cử                      |         |
| 2012 | Giải thưởng điện ảnh Ghana 2012                  | style="background: #FDD; color: black; vertical-align: middle; text-align: center; " class="no table-no2"\|Đề cử          | Độc thân & kết hôn \|style="background: #FDD; color: black; vertical-align: middle; text-align: center; " class="no table-no2"\|Đề cử                      |         |
| 2012 | Giải thưởng điện ảnh Ghana 2012                  | style="background: #99FF99; color: black; vertical-align: middle; text-align: center; " class="yes table-yes2"\|Đoạt giải | Độc thân & kết hôn \|style="background: #FDD; color: black; vertical-align: middle; text-align: center; " class="no table-no2"\|Đề cử                      |         |
| 2013 | Giải thưởng điện ảnh Ghana 2013                  | Nữ diễn viên tốt nhất | style="background: #FDD; color: black; vertical-align: middle; text-align: center; " class="no table-no2"\|Đề cử                                           |         |
| 2013 | Giải thưởng điện ảnh Ghana 2013                  | Glitz Magazine Người hâm mộ Nữ diễn viên được yêu thích                                                                   | style="background: #99FF99; color: black; vertical-align: middle; text-align: center; " class="yes table-yes2"\|Đoạt giải                                  |         |
| 2013 | Giải thưởng Nhân dân Thành phố                   | Nữ diễn viên Ghana nóng bỏng nhất ở Nollywood                                                                             | style="background: #99FF99; color: black; vertical-align: middle; text-align: center; " class="yes table-yes2"\|Đoạt giải                                  |         |
| 2014 | Giải thưởng điện ảnh Ghana 2014                  | Nữ diễn viên xuất sắc nhất - Vai chính                                                                                    | style="background: #FDD; color: black; vertical-align: middle; text-align: center; " class="no table-no2"\|Đề cử                                           |         |
| 2015 | Giải thưởng điện ảnh Ghana 2015                  | Nữ diễn viên xuất sắc nhất - Vai chính                                                                                    | Nếu ngày mai không bao giờ đến \|style="background: #99FF99; color: black; vertical-align: middle; text-align: center; " class="yes table-yes2"\|Đoạt giải |         |
| 2015 | Giải thưởng điện ảnh Ghana 2015                  | style="background: #FDD; color: black; vertical-align: middle; text-align: center; " class="no table-no2"\|Đề cử          | Nếu ngày mai không bao giờ đến \|style="background: #99FF99; color: black; vertical-align: middle; text-align: center; " class="yes table-yes2"\|Đoạt giải |         |
| 2015 | Giải thưởng điện ảnh Ghana 2015                  | style="background: #FDD; color: black; vertical-align: middle; text-align: center; " class="no table-no2"\|Đề cử          | Nếu ngày mai không bao giờ đến \|style="background: #99FF99; color: black; vertical-align: middle; text-align: center; " class="yes table-yes2"\|Đoạt giải |         |
| 2015 | Giải thưởng phong cách Glitz                     | Ngôi sao điện ảnh sành điệu nhất                                                                                          | style="background: #99FF99; color: black; vertical-align: middle; text-align: center; " class="yes table-yes2"\|Đoạt giải                                  |         |
| 2016 | Giải thưởng điện ảnh Ghana                       | Nữ diễn viên tốt nhất | style="background: #FDD; color: black; vertical-align: middle; text-align: center; " class="no table-no2"\|Đề cử                                           |         |
| 2018 | Giải thưởng điện ảnh Ghana                       | Nữ diễn viên tốt nhất | Công lý rừng xanh |         |